# 허윤희
허윤희(1981년 10월 29일~)는 대한민국의 CBS 소속 방송인이다.
2005년 경기방송의 리포터 및 MC, DJ로 데뷔했다. 2006년에 CBS의 전문 MC로 선발된 이래 CBS에서 DJ로 몸담고 있다. CBS로 이직한 초기에는 가요속으로의 진행을 잠시 맡았으며, 2007년부터 꿈과 음악 사이에의 진행을 맡고 있다.

## 학력
- 경희대학교 국제관계학 학사

## 경력
- 2005 경기방송 MC
- 2006 ~ 현재 CBS MC

## 수상
- 2018 한국방송대상 진행자상[2]

## 출연작

### CBS 음악FM
- 가요속으로 (2006년 9월 18일 ~ 2006년 12월)
- 허윤희의 꿈과 음악 사이에 (2007년 1월 ~ 현재)